# Nicholas Kalogeropoulos
Nicholas Kalogeropoulos (in greco Νικόλαος Καλογερόπουλος?; Costa Rica, 18 febbraio 1945) è un ex tennista greco.
Noto anche come Nicky Kalo, nacque da padre greco in Costa Rica, dove sviluppò la propria formazione tennistica e trascorse molti anni della propria vita. Nel 1962 vinse le edizioni juniores dei tornei del Roland Garros e di Wimbledon. Nel 1971 conquistò la medaglia di bronzo ai Giochi del Mediterraneo di Smirne. Nel circuito amatoriale, si aggiudicò 18 titoli di singolare, tra cui tre edizioni consecutive degli Athens Championships tra il 1970 e il 1972. Il suo miglior risultato nell'era open lo ottenne nel 1973, a Des Moines (cemento) dove, nella prima finale ATP raggiunta da un tennista greco, venne sconfitto dallo statunitense Clark Graebner, dal quale era già stato eliminato nella semifinale del torneo di Beckenham (erba) del 1970. In doppio, fu finalista agli Internazionali d'Italia del 1968 (l'ultima edizione amatoriale del torneo) dove, in coppia con l'australiano Allan Stone, fu sconfitto dal duo formato dall'olandese Tom Okker e dallo statunitense Marty Riessen. Fu il miglior giocatore del proprio paese negli anni compresi tra il 1962 e il 1974. Fu componente della nazionale greca di Coppa Davis tra il 1963 e il 1981. Vinse i Campionati nazionali assoluti greci sia in singolare sia in doppio nel 1963, nel 1969 e nel 1971.
Si ritirò nel 1981 dopo la sua ultima presenza in Coppa Davis contro l'Egitto.